# Alec Martinez
Alec Martinez, född 26 juli 1987, är en amerikansk professionell ishockeyback som spelar för Chicago Blackhawks i National Hockey League (NHL).
Han har tidigare spelat för Los Angeles Kings och Vegas Golden Knights i NHL; HC TPS i Liiga; Manchester Monarchs i American Hockey League (AHL); Allen Americans i Central Hockey League (CHL); Miami Redhawks i National Collegiate Athletic Association (NCAA) samt Cedar Rapids Roughriders i United States Hockey League (USHL).
Martinez draftades av Los Angeles Kings i fjärde rundan i 2007 års draft som 95:e spelare totalt, vilket han vann två Stanley Cup med (2011–2012 och 2013–2014). Martinez vann även en tredje Stanley Cup, den här gången med Vegas Golden Knights för säsongen 2022–2023.

## Statistik
| 2003–2004   | Detroit Honeybaked       | MWEHL       | 59  | 7  | 14  | 21  | 28  | —   | —  | —  | —  | —  |
| 2004–2005   | Cedar Rapids Roughriders | USHL        | 58  | 10 | 11  | 21  | 30  | 11  | 1  | 2  | 3  | 8  |
| 2005–2006   | Miami Redhawks           | NCAA        | 39  | 3  | 8   | 11  | 31  | —   | —  | —  | —  | —  |
| 2006–2007   | Miami Redhawks           | NCAA        | 42  | 9  | 15  | 24  | 40  | —   | —  | —  | —  | —  |
| 2007–2008   | Miami Redhawks           | NCAA        | 42  | 9  | 23  | 32  | 42  | —   | —  | —  | —  | —  |
| 2008–2009   | Manchester Monarchs      | AHL         | 72  | 8  | 15  | 23  | 42  | —   | —  | —  | —  | —  |
| 2009–2010   | Los Angeles Kings        | NHL         | 4   | 0  | 0   | 0   | 2   | —   | —  | —  | —  | —  |
|             | Manchester Monarchs      | AHL         | 55  | 7  | 23  | 30  | 26  | 16  | 0  | 3  | 3  | 10 |
| 2010–2011   | Los Angeles Kings        | NHL         | 60  | 5  | 11  | 16  | 18  | 6   | 0  | 1  | 1  | 2  |
|             | Manchester Monarchs      | AHL         | 20  | 5  | 11  | 16  | 14  | —   | —  | —  | —  | —  |
| 2011–2012   | Los Angeles Kings        | NHL         | 51  | 6  | 6   | 12  | 8   | 20  | 1  | 2  | 3  | 8  |
| 2012–2013   | Los Angeles Kings        | NHL         | 27  | 1  | 4   | 5   | 10  | 7   | 0  | 2  | 2  | 8  |
|             | HC TPS                   | Liiga       | 11  | 1  | 1   | 2   | 8   | —   | —  | —  | —  | —  |
|             | Allen Americans          | CHL         | 3   | 1  | 1   | 2   | 0   | —   | —  | —  | —  | —  |
| 2013–2014   | Los Angeles Kings        | NHL         | 61  | 11 | 11  | 22  | 14  | 26  | 5  | 5  | 10 | 12 |
| 2014–2015   | Los Angeles Kings        | NHL         | 56  | 6  | 16  | 22  | 10  | —   | —  | —  | —  | —  |
| 2015–2016   | Los Angeles Kings        | NHL         | 78  | 10 | 21  | 31  | 40  | 1   | 0  | 0  | 0  | 0  |
| 2016–2017   | Los Angeles Kings        | NHL         | 82  | 9  | 30  | 39  | 24  | —   | —  | —  | —  | —  |
| 2017–2018   | Los Angeles Kings        | NHL         | 77  | 9  | 16  | 25  | 34  | 4   | 0  | 0  | 0  | 0  |
| 2018–2019   | Los Angeles Kings        | NHL         | 60  | 4  | 14  | 18  | 8   | —   | —  | —  | —  | —  |
| 2019–2020   | Los Angeles Kings        | NHL         | 41  | 1  | 7   | 8   | 17  | —   | —  | —  | —  | —  |
|             | Vegas Golden Knights     | NHL         | 10  | 2  | 6   | 8   | 6   | 20  | 2  | 6  | 8  | 4  |
| 2020–2021   | Vegas Golden Knights     | NHL         | 53  | 9  | 23  | 32  | 12  | 19  | 4  | 2  | 6  | 9  |
| 2021–2022   | Vegas Golden Knights     | NHL         | 26  | 3  | 5   | 8   | 4   | —   | —  | —  | —  | —  |
| 2022–2023   | Vegas Golden Knights     | NHL         | 77  | 3  | 11  | 14  | 29  | 22  | 2  | 5  | 7  | 4  |
| 2023–2024   | Vegas Golden Knights     | NHL         | 55  | 4  | 13  | 17  | 6   | 6   | 0  | 0  | 0  | 0  |
| 2024–2025   | Chicago Blackhawks       | NHL         | 4   | 0  | 1   | 1   | 0   | —   | —  | —  | —  | —  |
| NHL totalt  | NHL totalt               | NHL totalt  | 822 | 83 | 195 | 278 | 242 | 131 | 14 | 23 | 37 | 47 |
| AHL totalt  | AHL totalt               | AHL totalt  | 147 | 20 | 49  | 69  | 82  | 16  | 0  | 3  | 3  | 10 |
| NCAA totalt | NCAA totalt              | NCAA totalt | 123 | 21 | 46  | 67  | 113 | —   | —  | —  | —  | —  |

### Internationellt
| Källa: Uppdaterad: 2021-01-25 | Källa: Uppdaterad: 2021-01-25 | Källa: Uppdaterad: 2021-01-25 |         | Utv = Utvisningsminuter | Utv = Utvisningsminuter | Utv = Utvisningsminuter | Utv = Utvisningsminuter | Utv = Utvisningsminuter |
| År                            | Lag                           | Mästerskap                    | Matcher | Mål                     | Assists                 | Poäng                   | Utv                     |                         |
| ----------------------------- | ----------------------------- | ----------------------------- | ------- | ----------------------- | ----------------------- | ----------------------- | ----------------------- | ----------------------- |
| 2018                          | USA                           | VM                            | 10      | 1                       | 2                       | 3                       | 4                       |                         |
| 2019                          | USA                           | VM                            | 8       | 0                       | 4                       | 4                       | 0                       |                         |
| Senior totalt                 | Senior totalt                 | Senior totalt                 | 18      | 1                       | 6                       | 7                       | 4                       |                         |